# LG Optimus 2X

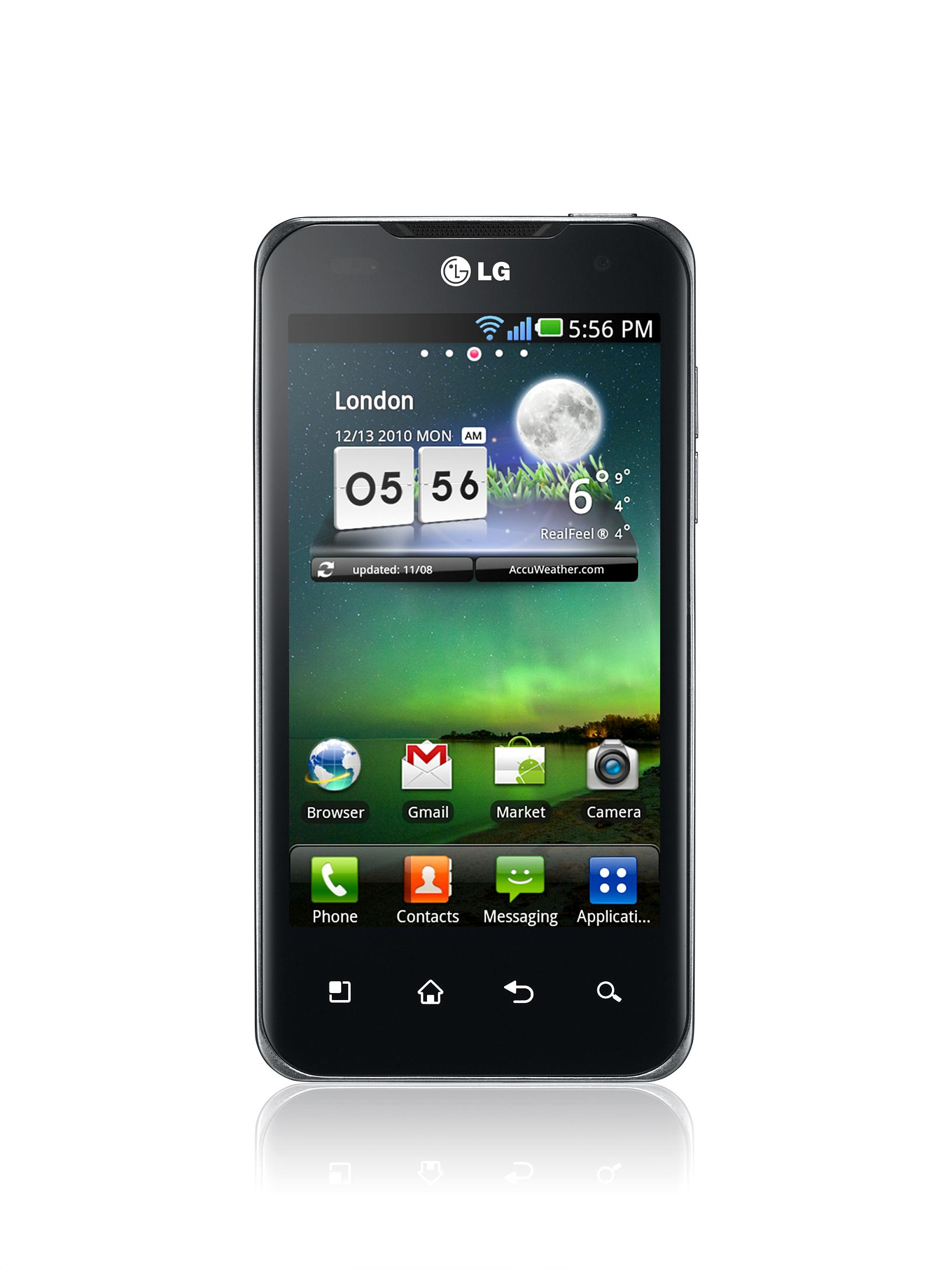
LG Optimus 2X

LG Optimus 2X是韓國樂金電子於2011年初推出的高階智慧型手機，其為全球第一搭載雙核心處理器之智慧型手機。

## 規格[2]
- 螢幕：4" NOVA IPS 800x480
- 處理器：nVIDIA Tegra 2 1Ghz dual-core
- 系統：Android 2.2，約2011年中開始可升級至Android 2.3.4，預計支援2012年第二至第三季期間升級至Android 4.0.3
- 相機：800萬畫素+130萬畫素（配有LED閃光燈）
- 重量：139g
- 厚度：1.09cm
- 産地：韓國